# 小行星5717
小行星5717（5717 Damir）是一颗绕太阳运转的小行星，为主小行星带小行星。该小行星于1982年10月发现。

## 轨道参数
小行星5717的轨道半长轴为2.3961829 UA，离心率为0.217。